# Tudo pra Amar Você
"Tudo Pra Amar Você" é uma canção da cantora e compositora brasileira Marina Sena, lançada em 23 de fevereiro de 2023, através da Sony Music Brasil, como primeiro single do seu segundo álbum de estúdio, Vício Inerente (2023). A canção foi escrita por Marina Sena com seu produtor, Iuri Rio Branco, e traz uma mistura de sonoridades como pop e afrobeats. 

## Antecedentes e vídeo musical
A faixa foi anunciada em 17 de fevereiro de 2023, com a capa do single nas redes sociais da cantora e no dia 22 publicou um trecho do vídeo.  O vídeo de "Tudo Pra Amar Você" foi lançado junto com a canção e dirigido por Vito Soares, onde apresenta Marina Sena em uma festa jogando baralho com alguns amigos. 
Sobre o clipe, Marina Sena declarou: “Ficou tudo tão lindo, com uma narrativa bem ao meu estilo. Muita sensualidade, movimento, tensão sexual, um casting só com gente linda, e eu sendo gostosa e curtindo a vida, do jeito que eu gosto” 

## Lançamento
Assim que houve o lançamento, a música foi capa da playlist oficial do Spotify, "Pop Brasil", maior playlist de pop brasileiro do Spotify e permaneceu na mesma por 1 mês e 3 dias. Estreou no top 200 do Spotify Brasil, ocupando a posiçãfo 170 com 141,315, tendo sua maior estreia solo em streams na plataforma. Também ficou na posição 31 na Apple Music Brasil. O videoclipe no YouTube ficou em #7 nos vídeos Em alta.

## Apresentações ao vivo
Marina Sena apresentou "Tudo Pra Amar Você" ao vivo pela primeira vez em 16 de março de 2023 no Encontro com Patrícia Poeta. Em 24 de abril de 2023, Marina Sena performou a canção ao vivo no TVZ apresentado pela Pocah. Em 30 de abril de 2023, Sena apresentou a faixa no Fantástico - O Show da Vida. Em 01 de julho de 2023, Marina Sena apresentou a canção no Caldeirão com Mion. Em 7 de novembro, Sena apresentou a canção no Prêmio Multishow de Música Brasileira 2023.

## Faixas e formatos
| Download digital / streaming / vinil |                      |         |  |
| N.º                                  | Título               | Duração |  |
| 1.                                   | "Tudo Pra Amar Você" | 2:55    |  |

## Prêmios e indicações
| Ano  | Prêmio                                | Categoria  | Resultado | Ref.   |
| ---- | ------------------------------------- | ---------- | --------- | ------ |
| 2023 | Prêmio Multishow de Música Brasileira | Pop do Ano | Indicada  | [ 12 ] |
| 2023 | WME Awards                            | Videoclipe | Indicada  | [ 13 ] |